# Campeonato Mineiro de Futebol de 2025 - Módulo I
O Campeonato Mineiro de Futebol de 2025 - Módulo I, ou Campeonato Mineiro Sicoob 2025 por motivos de patrocínio, foi a 111ª edição da principal divisão do futebol mineiro. Organizado pela Federação Mineira de Futebol (FMF) foi disputado por 12 clubes entre 18 de janeiro e 15 de março. A competição manteve o regulamento em relação ao ano anterior, salvo algumas alterações.

## Regulamento e formato
Para a edição de 2025, os clubes participantes deverão cumprir uma série de exigências técnicas e estruturais. Entre as obrigações estão a apresentação de laudos técnicos com 30 dias de antecedência e o cumprimento de padrões específicos para os gramados, como altura da grama e dimensões oficiais do campo. Será permitido o uso de grama sintética] mas o descumprimento das normas acarretará derrota por W.O. ao time mandante.
Além disso, haverá exigências para estrutura de imprensa nos estádios, como internet cabeada, cabines adequadas e instalações elétricas. Também serão obrigatórios requisitos específicos para salas de VAR e câmeras de impedimento.

### Fase de grupos
O Módulo I será disputado pelas dez equipes participantes do Módulo I de 2024 não rebaixadas, além das duas equipes promovidas do Módulo II de 2024. Essas 12 equipes disputarão o torneio divididos em três grupos de quatro times na primeira fase, bem como na edição anterior do torneio. Nessa fase, os times do mesmo grupo não se enfrentam, totalizando assim 8 rodadas. Passam para a fase final os líderes dos 3 grupos mais o melhor segundo colocado.
Foi disputada em formato eliminatório, com semifinais e final, com confrontos de ida e volta nas semifinais e na grande decisão. A principal alteração para esta edição será no critérios da classificação no mata-mata: em caso de empate no placar agregado, a vaga ou o título será decidido por pênaltis. O critério de melhor campanha deixa de ser utilizado como desempate.

### Rebaixamento
Outra mudança importante é na definição do rebaixamento. Ao invés do triangular final, os dois clubes com as piores campanhas gerais serão automaticamente rebaixados para o Módulo II de 2026.

## Equipes participantes

### Participantes
| Equipe                     | Cidade               | Em 2024 | Estádio                   | Capacidade | Títulos (último) |
| -------------------------- | -------------------- | ------- | ------------------------- | ---------- | ---------------- |
| América Futebol Clube      | Belo Horizonte       | 3º      | Independência             | 23.019     | 16 (2016)        |
| Athletic Club              | São João del-Rei     | 5º      | Melão (Varginha)          | 15.471     | 0                |
| Clube Atlético Mineiro     | Belo Horizonte       | 1º      | Arena MRV                 | 46.000     | 49 (2024)        |
| Sport Club Aymorés         | Ubá                  | 2º (II) | Municipal de Juiz de Fora | 31.863     | 0                |
| Betim Futebol              | Betim                | 1º (II) | Independência             | 23.019     | 0                |
| Cruzeiro Esporte Clube     | Belo Horizonte       | 2º      | Mineirão                  | 61.846     | 38 (2019)        |
| Esporte Clube Democrata    | Governador Valadares | 10º     | Mamudão                   | 8.675      | 0                |
| Itabirito Futebol Clube    | Itabirito            | 7º      | Independência             | 23.019     | 0                |
| Pouso Alegre Futebol Clube | Pouso Alegre         | 6º      | Manduzão                  | 26.000     | 0                |
| Tombense Futebol Clube     | Tombos               | 4º      | Almeidão                  | 6.555      | 0                |
| Uberlândia Esporte Clube   | Uberlândia           | 8º      | Parque do Sabiá           | 53.350     | 0                |
| Villa Nova Atlético Clube  | Nova Lima            | 9º      | Castor Cifuentes          | 5.160      | 5 (1951)         |

## Primeira fase

### Grupo A
| Pos | Equipe           | Pts | J | V | E | D | GP | GC | SG | Classificação ou descenso           |
| --- | ---------------- | --- | - | - | - | - | -- | -- | -- | ----------------------------------- |
| 1   | Tombense         | 16  | 8 | 5 | 1 | 2 | 8  | 5  | +3 | Classificado à Fase Final           |
| 2   | Atlético Mineiro | 16  | 8 | 4 | 4 | 0 | 9  | 2  | +7 | Possível classificação à Fase Final |
| 3   | Betim Futebol    | 15  | 8 | 4 | 3 | 1 | 12 | 5  | +7 |                                     |
| 4   | Uberlândia       | 9   | 8 | 2 | 3 | 3 | 10 | 10 | 0  |                                     |

### Grupo B
| Pos | Equipe          | Pts | J | V | E | D | GP | GC | SG | Classificação ou descenso           |
| --- | --------------- | --- | - | - | - | - | -- | -- | -- | ----------------------------------- |
| 1   | América Mineiro | 13  | 8 | 3 | 4 | 1 | 14 | 5  | +9 | Classificado à Fase Final           |
| 2   | Athletic        | 12  | 8 | 4 | 0 | 4 | 12 | 12 | 0  | Possível classificação à Fase Final |
| 3   | Democrata GV    | 11  | 8 | 3 | 2 | 3 | 8  | 9  | −1 |                                     |
| 4   | Itabirito       | 8   | 8 | 2 | 2 | 4 | 7  | 11 | −4 |                                     |

### Grupo C
| Pos | Equipe       | Pts | J | V | E | D | GP | GC | SG  | Classificação ou descenso           |
| --- | ------------ | --- | - | - | - | - | -- | -- | --- | ----------------------------------- |
| 1   | Cruzeiro     | 11  | 8 | 3 | 2 | 3 | 11 | 9  | +2  | Classificado à Fase Final           |
| 2   | Pouso Alegre | 8   | 8 | 2 | 2 | 4 | 7  | 15 | −8  | Possível classificação à Fase Final |
| 3   | Aymorés      | 7   | 8 | 1 | 4 | 3 | 3  | 5  | −2  |                                     |
| 4   | Villa Nova   | 4   | 8 | 1 | 1 | 6 | 4  | 17 | −13 |                                     |

### Confrontos
| Mandante \ Visitante | AME | ATH | CAM | AYM | BET | CRU | DGV | ITA | POU | TOM | UEC | VIL |
| -------------------- | --- | --- | --- | --- | --- | --- | --- | --- | --- | --- | --- | --- |
| América Mineiro      | —   | –   | –   | 0–0 | –   | 1–1 | –   | –   | 7–0 | –   | –   | 2–0 |
| Athletic             | –   | —   | –   | –   | 1–4 | 1–0 | –   | –   | –   | 3–1 | –   | 6–1 |
| Atlético Mineiro     | 1–1 | 1–0 | —   | –   | –   | –   | 1–1 | 3–0 | –   | –   | –   | –   |
| Aymorés              | –   | 2–0 | 0–0 | —   | –   | –   | 0–1 | –   | –   | –   | 1–1 | –   |
| Betim Futebol        | 0–1 | –   | –   | 2–0 | —   | –   | 1–1 | –   | –   | –   | –   | 1–1 |
| Cruzeiro             | –   | –   | 0–2 | –   | 1–1 | —   | –   | –   | –   | 1–0 | 3–1 | –   |
| Democrata GV         | –   | –   | –   | –   | –   | 2–1 | —   | –   | 2–4 | 0–1 | –   | 0–1 |
| Itabirito            | –   | –   | –   | 0–0 | 0–1 | 1–4 | –   | —   | 1–0 | –   | –   | –   |
| Pouso Alegre         | –   | 0–1 | 0–0 | –   | 0–2 | –   | –   | –   | —   | –   | 2–1 | –   |
| Tombense             | 1–0 | –   | –   | 1–0 | –   | –   | –   | 1–0 | 1–1 | —   | –   | –   |
| Uberlândia           | 2–2 | 3–0 | –   | –   | –   | –   | 0–1 | 1–1 | –   | –   | —   | –   |
| Villa Nova           | –   | –   | 0–1 | –   | –   | –   | –   | 1–4 | –   | 0–2 | 0–1 | —   |

### Classificação Geral
| Pos | Equipe           | Pts | J  | V | E | D | GP | GC | SG  | Classificação ou descenso                |
| --- | ---------------- | --- | -- | - | - | - | -- | -- | --- | ---------------------------------------- |
| 1   | Atlético Mineiro | 25  | 12 | 7 | 4 | 1 | 17 | 3  | +14 | Classificado à Fase Final                |
| 2   | América Mineiro  | 18  | 12 | 4 | 6 | 2 | 17 | 11 | +6  | Classificado à Fase Final                |
| 3   | Tombense         | 16  | 10 | 5 | 1 | 4 | 8  | 9  | −1  | Classificado à Fase Final                |
| 4   | Cruzeiro         | 13  | 10 | 3 | 4 | 3 | 13 | 11 | +2  | Classificado à Fase Final                |
| 5   | Athletic         | 22  | 12 | 7 | 1 | 4 | 18 | 14 | +4  | Classificado para o Troféu Inconfidência |
| 6   | Uberlândia       | 11  | 12 | 2 | 5 | 5 | 13 | 16 | −3  | Classificado para o Troféu Inconfidência |
| 7   | Betim Futebol    | 17  | 10 | 4 | 5 | 1 | 13 | 6  | +7  | Classificado para o Troféu Inconfidência |
| 8   | Democrata GV     | 12  | 10 | 3 | 3 | 4 | 8  | 10 | −2  | Classificado para o Troféu Inconfidência |
| 9   | Itabirito        | 8   | 8  | 2 | 2 | 4 | 7  | 11 | −4  |                                          |
| 10  | Pouso Alegre     | 8   | 8  | 2 | 2 | 4 | 7  | 15 | −8  |                                          |
| 11  | Aymorés          | 7   | 8  | 1 | 4 | 3 | 3  | 5  | −2  | Rebaixado ao Módulo II 2026              |
| 12  | Villa Nova       | 4   | 8  | 1 | 1 | 6 | 4  | 17 | −13 | Rebaixado ao Módulo II 2026              |

## Troféu Inconfidência
Em itálico as equipes que possuem o mando de campo no jogo de ida; em negrito as equipes vencedoras.
|  | Semifinais       | Semifinais | Semifinais | Semifinais |   |            | Final | Final | Final | Final |
|  |                  |            |            |            |   |            |       |       |       |       |
|  | Uberlândia (pen) | 0          | 1          | 1 (4)      |   |            |       |       |       |       |
|  | Betim Futebol    | 0          | 1          | 1 (3)      |   |            |       |       |       |       |
|  | Betim Futebol    | 0          | 1          | 1 (3)      |   | Uberlândia | 0     | 2     | 2     |       |
|  |                  |            |            |            |   | Uberlândia | 0     | 2     | 2     |       |
|  |                  | Athletic   | 2          | 3          | 5 |            |       |       |       |       |
|  | Democrata GV     | Athletic   | 2          | 3          | 5 | 0          | 0     | 0     |       |       |
|  | Democrata GV     |            |            |            |   | 0          | 0     | 0     |       |       |
|  | Athletic         | 0          | 1          | 1          |   |            |       |       |       |       |

## Fase Final
Em itálico as equipes que possuem o mando de campo no jogo de ida; em negrito as equipes vencedoras.
|  | Semifinais            | Semifinais      | Semifinais | Semifinais |   |                  | Final | Final | Final | Final |
|  |                       |                 |            |            |   |                  |       |       |       |       |
|  | Atlético Mineiro      | 2               | 2          | 4          |   |                  |       |       |       |       |
|  | Tombense              | 0               | 0          | 0          |   |                  |       |       |       |       |
|  | Tombense              | 0               | 0          | 0          |   | Atlético Mineiro | 4     | 0     | 4     |       |
|  |                       |                 |            |            |   | Atlético Mineiro | 4     | 0     | 4     |       |
|  |                       | América Mineiro | 0          | 1          | 1 |                  |       |       |       |       |
|  | Cruzeiro              | América Mineiro | 0          | 1          | 1 | 1                | 1     | 2 (2) |       |       |
|  | Cruzeiro              |                 |            |            |   | 1                | 1     | 2 (2) |       |       |
|  | América Mineiro (pen) | 1               | 1          | 2 (4)      |   |                  |       |       |       |       |

## Premiação
| Campeonato Mineiro de 2025                 |
| ------------------------------------------ |
| Atlético Mineiro Hexacampeão (50.º título) |

| Troféu do Interior 2025         |
| Brasil                          |
| ------------------------------- |
| Tombense Bicampeão (5.º título) |

| Troféu Inconfidência 2025       |
| Brasil                          |
| ------------------------------- |
| Athletic Bicampeão (2.º título) |